# Unison
Zasugerowano, aby zintegrować ten artykuł z artykułem Unisono (dyskusja). Nie opisano powodu propozycji integracji.
Unison (z wł. unisono – jednogłośny) – współbrzmienie co najmniej dwóch dźwięków o tej samej wysokości. Wykonanie fragmentu utworu w ten sposób to unisono.